# Julián Sánchez
Julián Sánchez Pimienta, född 26 februari 1980 i Zafra, är en spansk professionell tävlingscyklist. Han tävlar sedan säsongen 2008 för det spanska stallet Contentpolis-Ampo. Under säsongen 2009 vann Julián Sánchez etapp 4 av Katalonien runt.

## Början
Som 16-åring vann Julián Sánchez de spanska nationsmästerskapen för ungdomar 1996.

## Karriär
Julián Sánchez fick testa på att vara professionell cyklist i slutet av säsongen 2003, med Fassa Bortolo, när han var staigiare med stallet. Fassa Bortolo valde sedan att anställa cyklisten inför säsongen 2004. Julián Sánchez fick köra Vuelta a España 2005 med stallet, innan de lade ned efter säsongen.
Julián Sánchez fortsatte sin karriär i det spanska stallet Comunidad Valenciana under säsongen 2006. Han slutade på andra plats i Trofeo Pollença bakom stallkamraten Vicente David Bernabéu Armengol. Han slutade också på tredje plats på Challenge Mallorca bakom Bernabéu och Antonio Colóm.
Comunidad Valenciana lade ned sin verksamhet efter säsongen 2006 och Julián Sánchez blev kontrakterad av Relax-GAM. Han slutade tvåa på Prueba Villafranca de Ordizia bakom Joaquim Rodriguez. Stallet lade ned efter säsongen 2007 och Sánchez gick därför vidare till Contentpolis-Murcia. Under Vuelta Ciclista Asturias 2008 slutade Julián Sánchez på tredje plats på etapp 5 bakom Pablo Urtasun och Branislau Samojlau. Spanjoren slutade senare under säsongen på andra plats på etapp 1 av Euskal Bizikleta bakom Daniel Moreno.
Under säsongen 2009 vann Julián Sánchez etapp 4 under Katalonien runt framför Daniel Martin och Alejandro Valverde. Han vann också tävlingens bergspristävling framför Xavier Tondó och José Luis Arrieta. Han slutade på tredje plats i bergstävlingen under Vuelta a España 2009.

## Meriter
2006
Vuelta a Mallorca
3:a, sammanlag
2:a, Trofeo Pollença
2007
2:a, Prueba Villafranca de Ordizia
2009
Katalonien runt
1:a, etapp 4
1:a, Bergstävling